# Odaiba

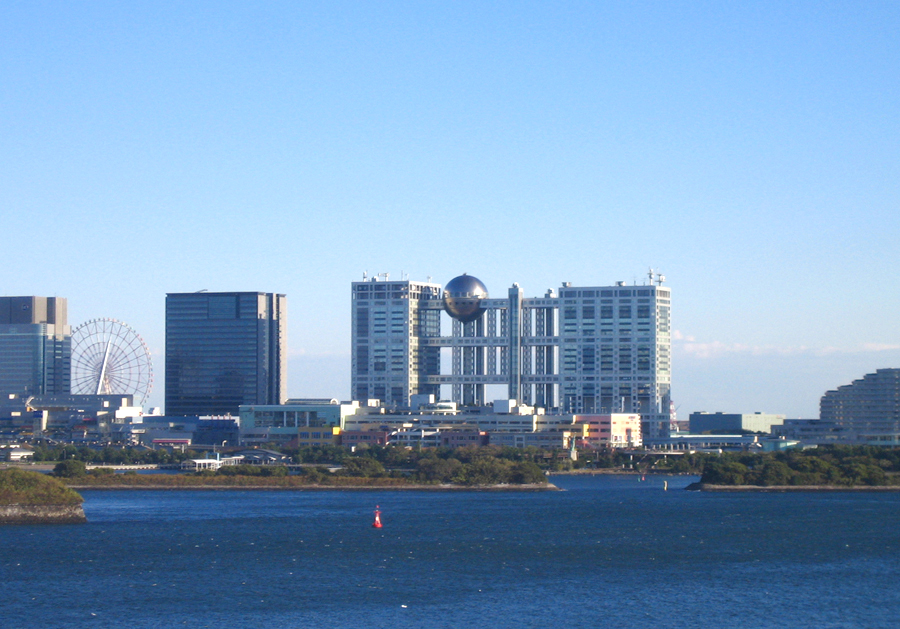
Blick auf Odaiba von Norden. Fuji-TV-Gebäude in der Mitte, Riesenrad links, Einkaufsstraßen vorne, Nikkō Hotel rechts.

Odaiba (jap. お台場) ist eine künstliche Insel in der Bucht von Tokio, Japan und seit Ende des 20. Jahrhunderts ein beliebtes Unterhaltungs- und Einkaufsgebiet.

## Geographie
Im engeren Sinn bezeichnet Odaiba, den zum Tokioter Hauptstadtbezirk Minato gehörenden Nordteil einer künstlich angelegten Insel (Minato-Daiba). Gelegentlich werden aber auch die angrenzenden Stadtteile Aomi (Stadtbezirk Kōtō) im Südosten sowie Higashi-Yashio (Stadtbezirk Shinagawa) mit den Shiokaze- und Higashi-Yashio-Parks im Südwesten dazugezählt. Zusammen mit dem benachbarten Stadtteil Ariake (Stadtbezirk Kōtō) im Nordosten, ebenfalls auf einer künstlichen Insel gelegen, wird dieses Gebiet als Tōkyō Rinkai Fukutoshin (東京臨海副都心, Tokios urbanes Subzentrum an der Seeseite, früher auch Tōkyō Teleport Town genannt) bezeichnet. Die Rainbow Bridge führt im Nordwesten ins Stadtzentrum (siehe Transport). Vom Tokyo Tower ist Odaiba ca. 4,3 km in Luftlinie entfernt.

## Geschichte

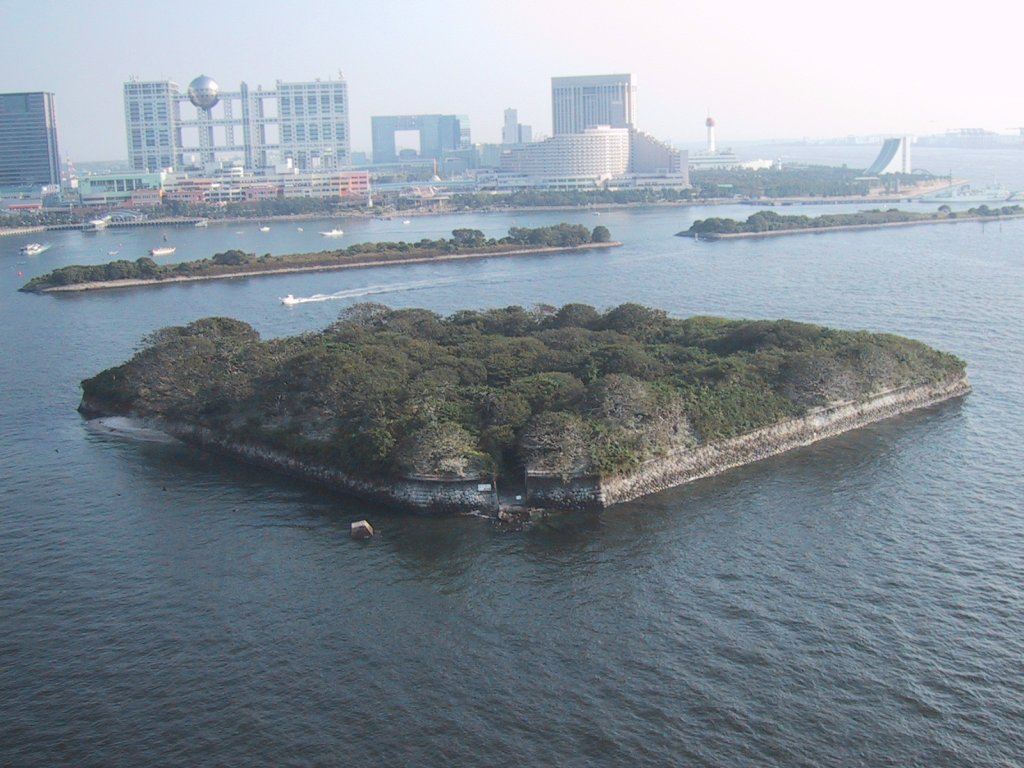
Odaiba von der Rainbow Bridge aus, mit einer der alten Kanonenbatterien (6. Daiba) im Vordergrund und dem Fuji TV Studio im Hintergrund

Als Reaktion auf die Ankunft des US-amerikanischen Commodores Matthew Perry mit seinen vier Schwarzen Schiffen beschloss das Tokugawa-Shogunat elf Kanonenstände (jap. Daiba) vor der Küste Shinagawas zum Schutz vor einer Invasion zu errichten.
Mit der Errichtung der 3. Daiba wurde 1853 begonnen. Letztendlich wurden nur fünf realisiert (Daiba 1, 2, 3, 5 und 6), einerseits aufgrund eines Abschlusses eines Freundschaftsvertrages mit den USA und andererseits aus Geldmangel. Das moderne Odaiba besteht allerdings zum überwiegenden Großteil aus einer künstlich aufgeschütteten Insel des 20. Jahrhunderts.
1928 wurde die 3. Daiba wieder instand gesetzt und als öffentlicher Park (Daiba Kōen) eröffnet. Die meisten Batterien wurden danach entfernt, insbesondere um den Schiffsverkehr nach der Eröffnung des Hafens von Tokio im Jahre 1941 nicht zu behindern. Die 1. und 5. Daiba wurden abgerissen, um den Hafenanlagen in Shinagawa Platz zu machen und die 2. Daiba entfernt. Um die 6. Daiba zu schützen, wurde ein Landungsverbot verhängt und die Insel der Natur überlassen. Die 4. Daiba wurde wie die 7. Daiba nie fertiggestellt und beide dienten letztendlich lediglich als Basismaterial für die fünf anderen. Die Reste dieser 4. Daiba bilden heute einen Teil der Tennōzu Isle (天王洲アイル).
Damit blieben bis zu den 1970er Jahren nur zwei ca. 100 m mal 100 m große Eilande übrig. Im Jahr 1979 wurde dann die ursprünglich "Auffüllplatz Nr. 13" (japanisch 13号埋立地) genannte künstliche Insel fertiggestellt und direkt mit dem Daiba Kōen verbunden. In der darauf folgenden Zeit wurde das neu gewonnene Land hauptsächlich für Hafenanlagen genutzt. Heute befinden sich hier die Stadtteile Daiba (Stadtbezirk Minato), Aomi (Stadtbezirk Kōtō) und Higashi-Yashio (Stadtbezirk Shinagawa). Der Süden (Stadtteil Aomi) ist heute noch Hafenanlage (Westseite: 青海コンテナ埠頭, Containerhafen Aomi, benutzt durch Evergreen; Ostseite: お台場ライナー埠頭, Odaiba Liner Terminal).
Die Neuentwicklung von Odaiba fing nach dem Erfolg der Expo '85 in Tsukuba an. Die japanische Wirtschaft war auf einem Höhepunkt, und Odaiba sollte das Modell des futuristischen Lebens werden. Insgesamt kostete der Bau der Insel über 10 Milliarden US-Dollar. Die Bubble Economy platzte jedoch schon 1991 (jap. Kakaku Hakai) und bis 1995 war Odaiba praktisch verlassen.
1996 wurde das Gebiet neu ausgerichtet, vom reinen Businessviertel hin zum Unterhaltungs- und Einkaufsgebiet. Darauf kam wieder Leben in die Gegend und die Tokioter entdeckten auch plötzlich den Strand, den sie vorher nie hatten. Hotels und Einkaufsstraßen öffneten, verschiedene große Firmen (inkl. Fuji TV) verlegten ihre Hauptsitze auf die Insel, und die Verkehrsanbindung verbesserte sich, insbesondere durch die Verlängerungen der Rinkai-Linie bis Ōsaki (Verbindung zur Yamanote-Linie) 2002 und der Yurikamome bis Toyosu (Verbindung zur Yūrakuchō-Linie der Tōkyō Metro) 2006.
Während den Olympischen Sommerspielen 2020 fanden im Odaiba Marine Park die Wettkämpfe im Triathlon und Freiwasserschwimmen statt. Im Shiokaze Park, der sich ebenfalls auf der Insel befindet, wurden die beiden Beachvolleyballturniere ausgetragen.

## Attraktionen

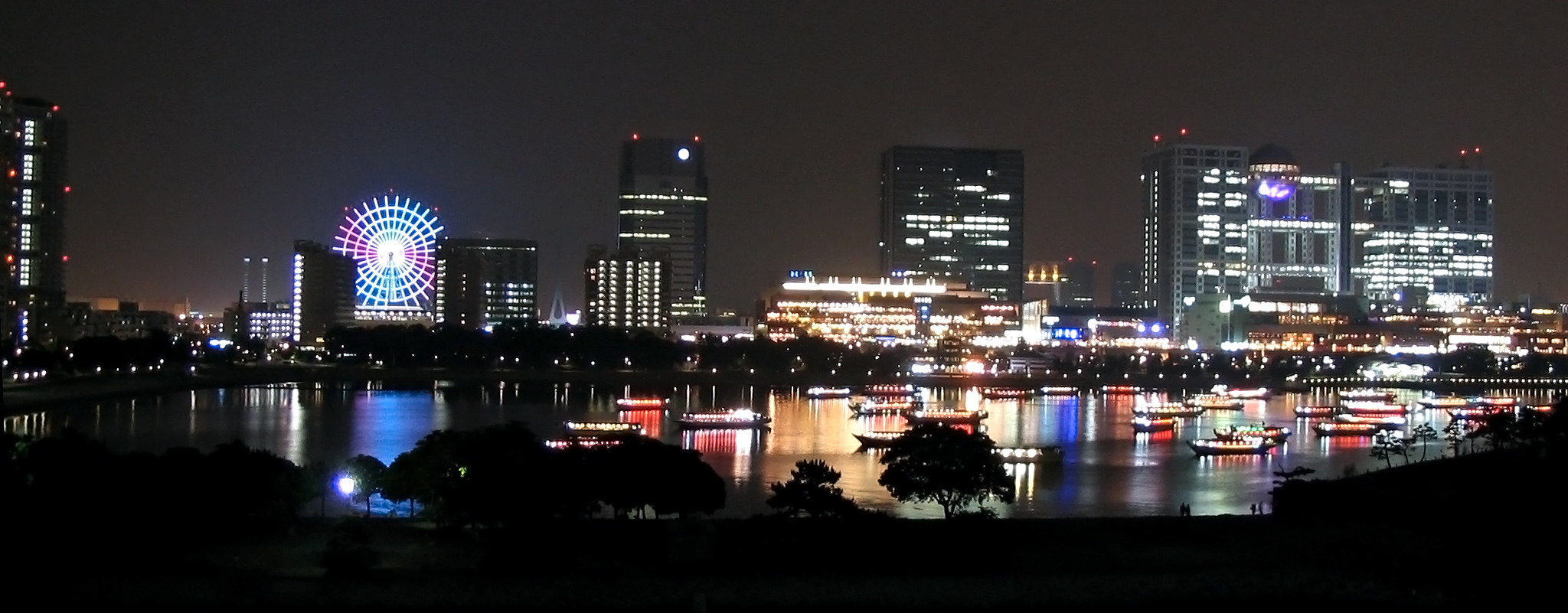
Odaiba bei Nacht

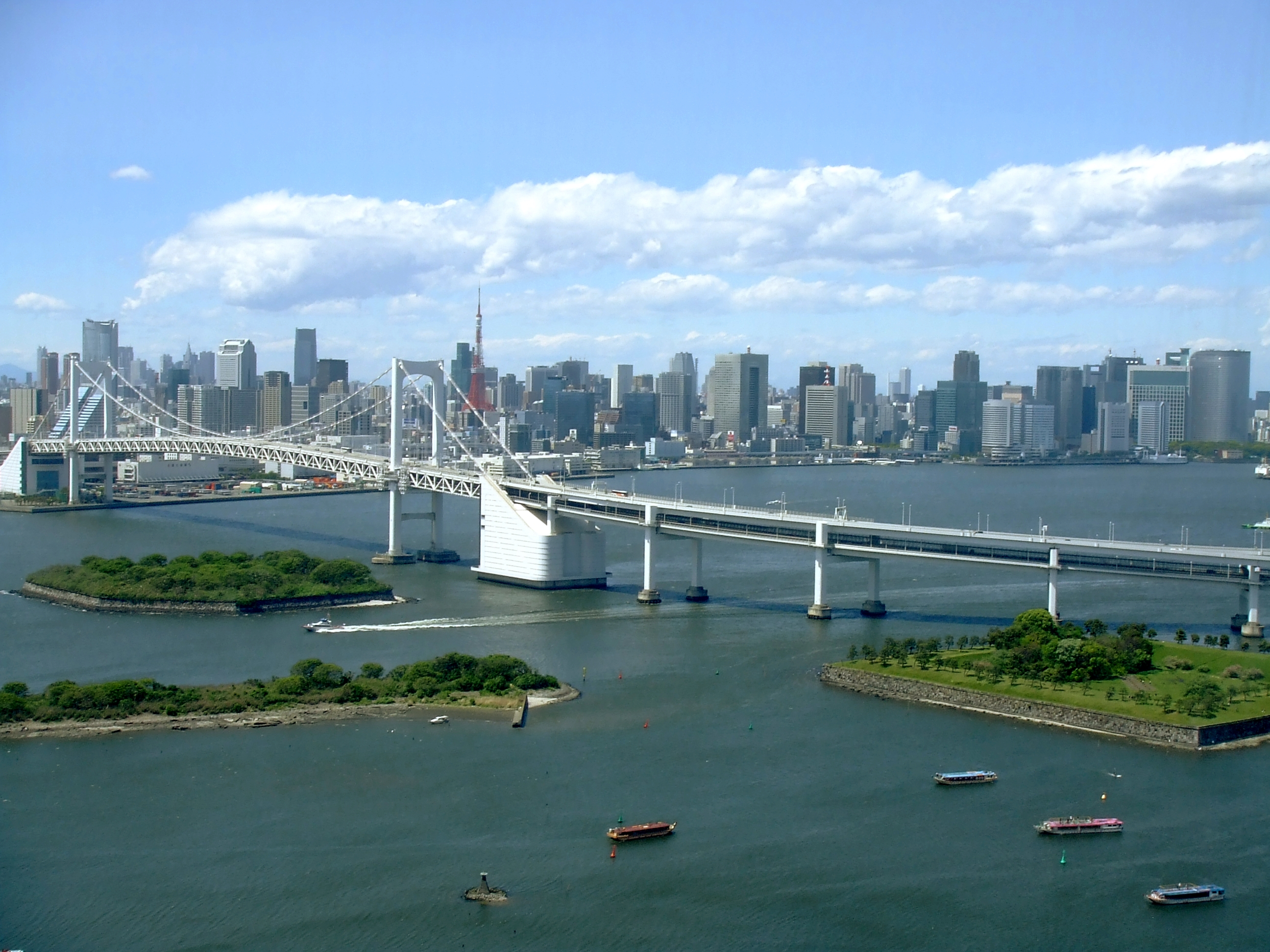
Blick von Odaiba auf die Rainbow Bridge und die Skyline des Stadtbezirks Minato. (3. Daiba mit Daiba Kōen rechts vorne, 6. Daiba links Mitte.)

Das moderne Odaiba ist ein beliebtes Einkaufs- und Ausflugsziel für in- und ausländische Touristen gleichermaßen. Hauptattraktionen in und um Odaiba sind:
- Fuji TV Studios
- Decks Tokyo Beach, Einkaufsstraße mit Sega Joypolis (Spielhalle) und Little Hongkong
- Aqua City, Einkaufsstraße mit Sony Mediage (Kino, Sony Produkte)
- eine Nachbildung der Freiheitsstatue
- der einzige Strand im Kerngebiet von Tokio (Baden verboten)
- Rainbow Bridge, Hängebrücke über den Hafen von Tokio und Verbindung mit dem Stadtzentrum
- Palette Town (bereits teilweise geschlossen, Abriss für 2022 geplant)[1]
  - Venus Fort, Einkaufsstraße im Stil von Venedig (Schließung für 27. März 2022 geplant)
  - Daikanransha, eines der größten Riesenräder der Welt (Schließung und Abriss für Ende August 2022 geplant)
  - Zepp Tokyo, Musikveranstaltungen (seit Januar 2022 geschlossen)
  - Tokyo Leisure Land mit Videospielen, Karaoke, Bowling etc. (teilweise 24 Stunden geöffnet)
  - Megaweb, Ausstellungshalle des Autoherstellers Toyota (seit Ende 2021 geschlossen)
  - Mori Building Digital Art Museum: EPSON teamLab Borderless (Schließung für Ende 2023 geplant)
- Telekom Center Building (ehemaliges Hauptquartier von MXTV) mit Aussichtsplattform/Restaurant
- Miraikan, Japans Nationales Museum für Zukunftsforschung und Innovation
- Schifffahrtsmuseum Fune-no-kagakukan mit Schwimmbad
- Shiokaze-Park mit Grillmöglichkeiten und Higashi-Yashio-Park
- Ausstellungszentrum Tokyo International Exhibition Center (Tokyo Big Sight)

## Transport

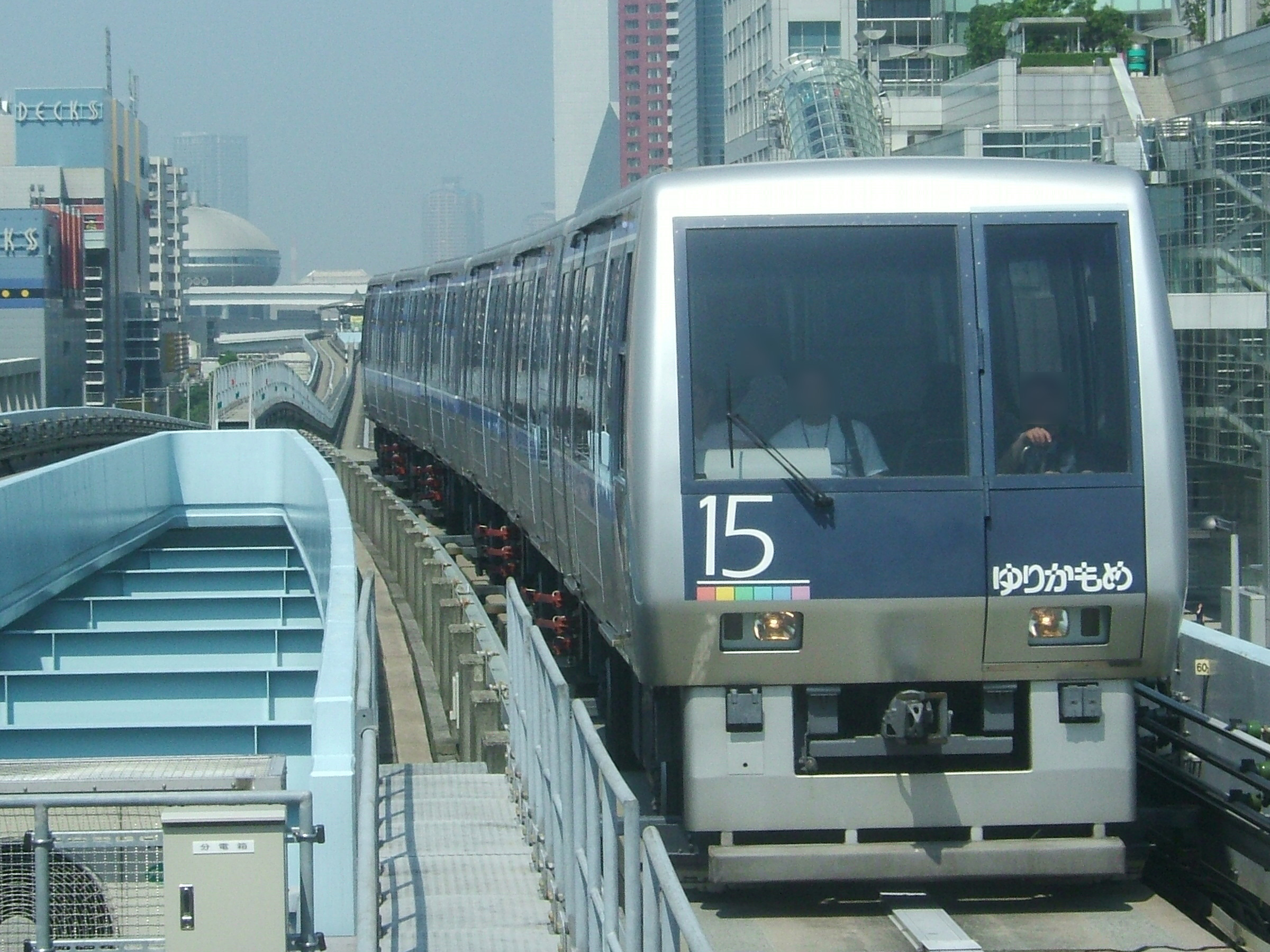
Yurikamome

Odaiba ist mit dem Zentrum Tokios durch die Rainbow Bridge (Autobahn Route 11, Yurikamome-Linie, Fußweg) und dem Tokyo Port Tunnel (Autobahn Wangan Route) Richtung Shinagawa im Westen und Chiba im Osten verbunden.
Mit öffentlichen Verkehrsmitteln ist Odaiba durch die vollautomatische Yurikamome-Linie, die zwischen Shimbashi und Toyosu verkehrt, erreichbar. Zusätzlich fährt die private (zumeist unterirdische) Rinkai-Linie zwischen Ōsaki und Shin-Kiba, wobei einige der Züge auch direkt bis zu den Bahnhöfen Shibuya, Shinjuku, Ikebukuro und bis nach Saitama weiterfahren. Linienbusse (Toei Bus) fahren nach Monzennaka-cho, Hamamatsu-cho und zum Bahnhof Tokio, und das Busunternehmen Keikyū betreibt Verbindungen zum Flughafen Haneda und Richtung Shinagawa. Airport Limousine verbindet mit Bussen die Hotels der Gegend mit dem Flughafen Haneda und dem Flughafen Narita. Fähren fahren den Sumida-Fluss hinauf bis nach Asakusa und Richtung Osten gibt es eine Verbindung mit dem Kasai Rinkai Park.